# Tim Rice
Tim Rice (* 10. listopadu 1944 Amersham, Buckinghamshire) je britský textař a libretista.
V roce 1965 se poprvé setkal s Andrewem Lloydem Webberem a společně napsali svůj první muzikál The Likes Of Us, který však byl poprvé uveden v upravené verzi v roce 2005. Následovaly další tři muzikály, Joseph and the Amazing Technicolor Dreamcoat, Jesus Christ Superstar a Evita.
Po rozchodu s Andrewem Lloydem Webberem napsal v roce 1983 se skladatelem Stephenem Oliverem muzikál Blondel. V polovině osmdesátých let pak ve spolupráci s bývalými členy skupiny ABBA vytvořil muzikál Chess (Šachy). Vedle psaní libret se věnuje i nadále skládání písňových textů – jeho texty zpívali například Elvis Presley, Cyndi Lauper nebo Céline Dion. V roce 1993 získal Oscara za texty pro animovaný film Aladin, v roce 1994 napsal spolu s Eltonem Johnem písničky pro animovaný film Lví král, který o tři roky později zadaptovali do úspěšné divadelní verze.
V roce 1994 byl povýšen britskou královnou Alžbětou II. do rytířského stavu a získal tak titul sir. S Eltonem Johnem v roce 2000 napsal muzikál Aida. V roce 2008 získal svou hvězdu ve slavném Hollywoodském chodníku slávy. Roku 2011 opět navázal spolupráci s Andrewem Lloydem Webberem. Společně napsali několik nových písní pro nové londýnské uvedení muzikálu Čaroděj ze země Oz.
Tim Rice několikrát navštívil Českou republiku, nejdříve české uvedení muzikálu Evita v Divadle Spirála, pak přijel 6. dubna 2011 do Prahy na nové uvedení muzikálu Jesus Christ Superstar v Hudebním divadle Karlín. Zatím naposledy navštívil Českou republiku 15. a 16. listopadu 2013, kdy v Hudebním divadle Karlín zhlédl muzikál AIDA a v Národním divadle moravskoslezském muzikál Josef a jeho úžasný pestrobarevný plášť.[zdroj?]